# Уджано ла Киеза
Уджа̀но ла Киѐза (на италиански: Uggiano la Chiesa, на местен диалект Uscianu, Ушану) е малко градче и община в Южна Италия, провинция Лече, регион Пулия. Разположено е на 77 m надморска височина. Населението на общината е 4488 души (към 2012 г.).